# Trichocorixa reticulata
Trichocorixa reticulata är en insektsart som först beskrevs av Guérin-Méneville 1857.  Trichocorixa reticulata ingår i släktet Trichocorixa och familjen buksimmare. Inga underarter finns listade i Catalogue of Life.